# Astrolepis laevis
Astrolepis laevis là một loài thực vật có mạch trong họ Pteridaceae. Loài này được (M. Martens & Galeotti) Mickel mô tả khoa học đầu tiên năm 2004.